# Úvalno
Úvalno (en allemand : Lobenstein) est une commune du district de Bruntál, dans la région de Moravie-Silésie, en République tchèque. Sa population s'élevait à 1 019 habitants en 2021.

## Géographie
Úvalno se trouve à la frontière polonaise, à 6 km au sud-est de Krnov, à 22 km au nord-est de Bruntál, à 45 km au nord-ouest d'Ostrava et à 237 km à l’est de Prague.

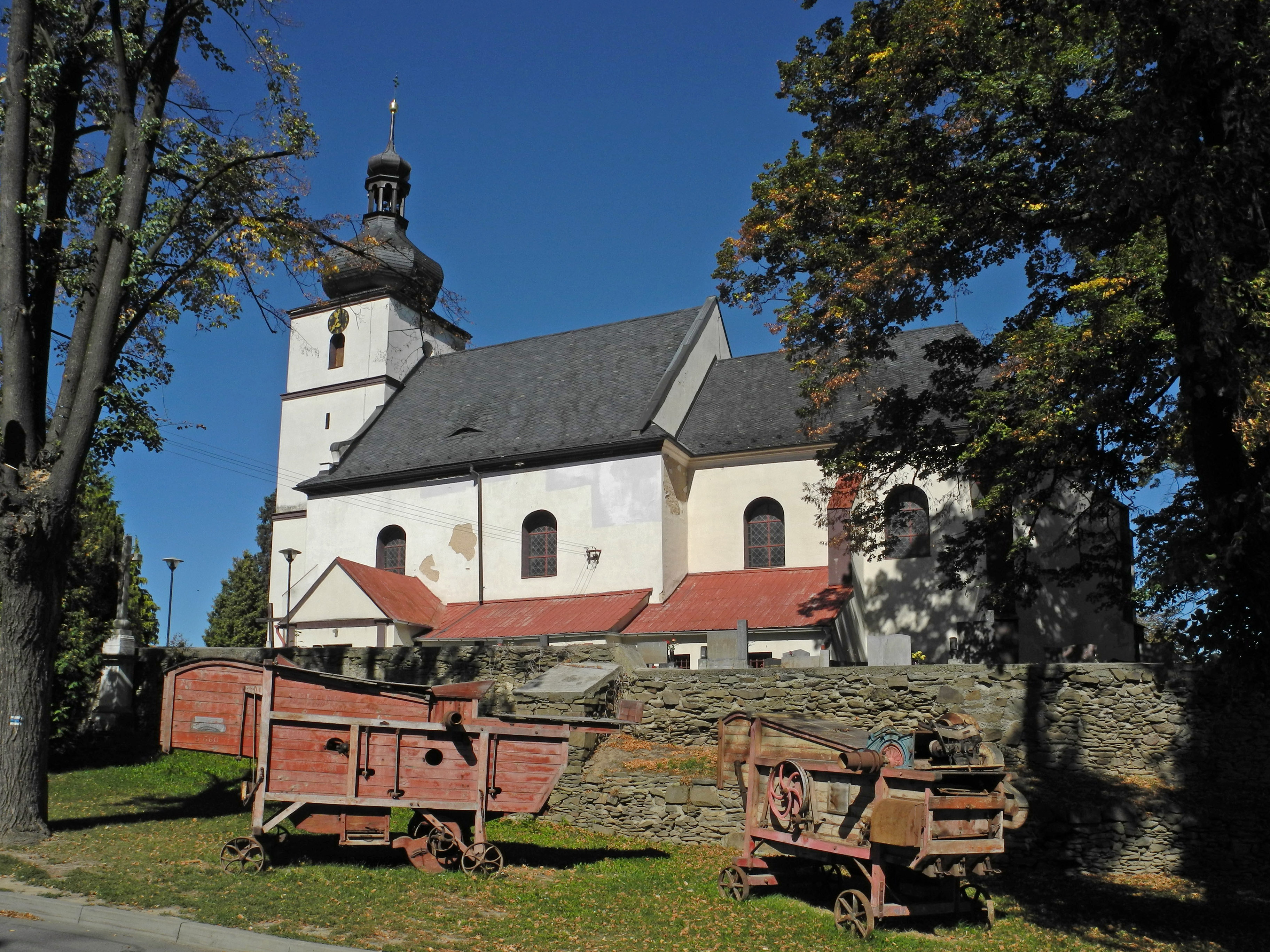
Église d'Uvalno.
L'ancien presbytère.

La commune est limitée par Krnov au nord, par la Pologne à l'est, par Brumovice au sud, et par Býkov-Láryšov à l'ouest.

## Histoire
La première mention écrite de la localité date de 1393.

## Jumelage
- Branice (gmina) (Pologne)
- Powiat de Głubczyce (Pologne)

## Transports
Par la route, Úvalno se trouve à 7 km de Krnov, à 29 km de Bruntál, à 58 km d'Ostrava et à 314 km de Prague.